# Dipterocarpus glabrigemmatus
Dipterocarpus glabrigemmatus är en tvåhjärtbladig växtart som beskrevs av Peter Shaw Ashton. Dipterocarpus glabrigemmatus ingår i släktet Dipterocarpus och familjen Dipterocarpaceae. Inga underarter finns listade i Catalogue of Life.